# 卡尔·拉伦茨

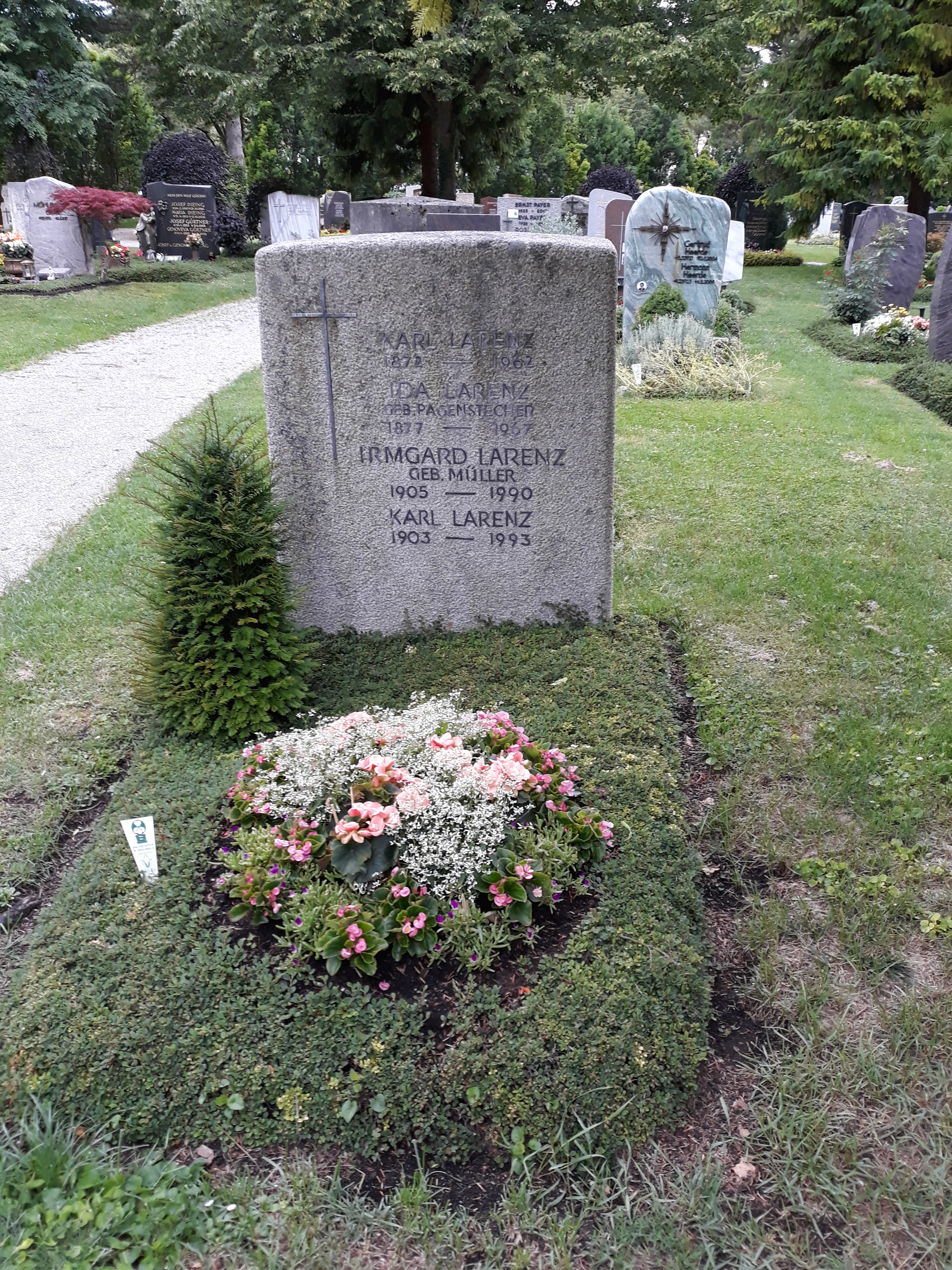
位於格勒本采尔的卡爾一家之墓

卡尔·阿尔弗雷德·鲁道夫·拉伦茨（德語：Karl Alfred Rudolf Larenz，1903年4月23日—1993年1月24日）是德国著名法学家。

## 生平
卡尔·拉伦茨1903年出生於韦瑟尔，父親是擔任高等行政法院評議員的卡尔·拉伦茨，母親為爱达·拉伦茨（Ida Larenz，婚前姓Pagenstecher）。中學就讀波森的新维德维尔纳·海森堡文理中学以及施馬根多夫的Heinrich v. Kleist-Realgymnasium。 
1921年中學畢業後即在柏林開始學習法律，曾求學於马尔堡大学、慕尼黑大学及哥廷根大学。
1926年11月，卡尔·拉伦茨在哥廷根大學發表論文《黑格爾的歸責學說與客觀歸責概念》，獲得法學博士學位，並在哥廷根大學繼續完成其教授資格論文，之後任教於基尔大学。
1933年成爲基爾大學教授後，發表了推進纳粹主义的基爾學派將納粹正當化的著作（德文版）。在納粹德國時被封為「桂冠法學家」（Kronjurist），並且是受納粹德國官方肯定的基爾學派成員之一。因此，戰後被禁止教授法哲學與法理學等法律形上學，只被允許教授民法。
卡尔·拉伦茨二戰後繼續在基爾任教授。1960年，受聘於慕尼黑大學擔任教授直至退休。代表性的著作有《法學方法論》（Methoden lehreder Rechtswissenschaft）。1993年卒于慕尼黑附近的奥尔兴。

## 主要著作
- 《新法学總论》，1935。
- 《法学方法论》，海德堡，1960。
- 《德国民法总则教科书》，慕尼黑，1960。
- 《德国债法总则教科书》，慕尼黑，1953年第一版。

## 外部連結
- 法理學經典導讀系列演講 （页面存档备份，存于） （由台灣法理學會、台灣法學會與台大人權暨法理學研究中心共同提供）
- 卡爾．拉倫茨《法學方法論》（Methodenlehre der Rechtswissenschaft） （页面存档备份，存于）————由台北大學陳愛娥教授導讀